# Dyscia belgaria
Dyscia belgaria là một loài bướm đêm trong họ Geometridae.